# Aphrissa boisduvalii
Aphrissa boisduvalii is een vlindersoort uit de familie van de Pieridae (witjes), onderfamilie Coliadinae.
Aphrissa boisduvalii werd in 1861 beschreven door C. & R. Felder.